# 特格維倫

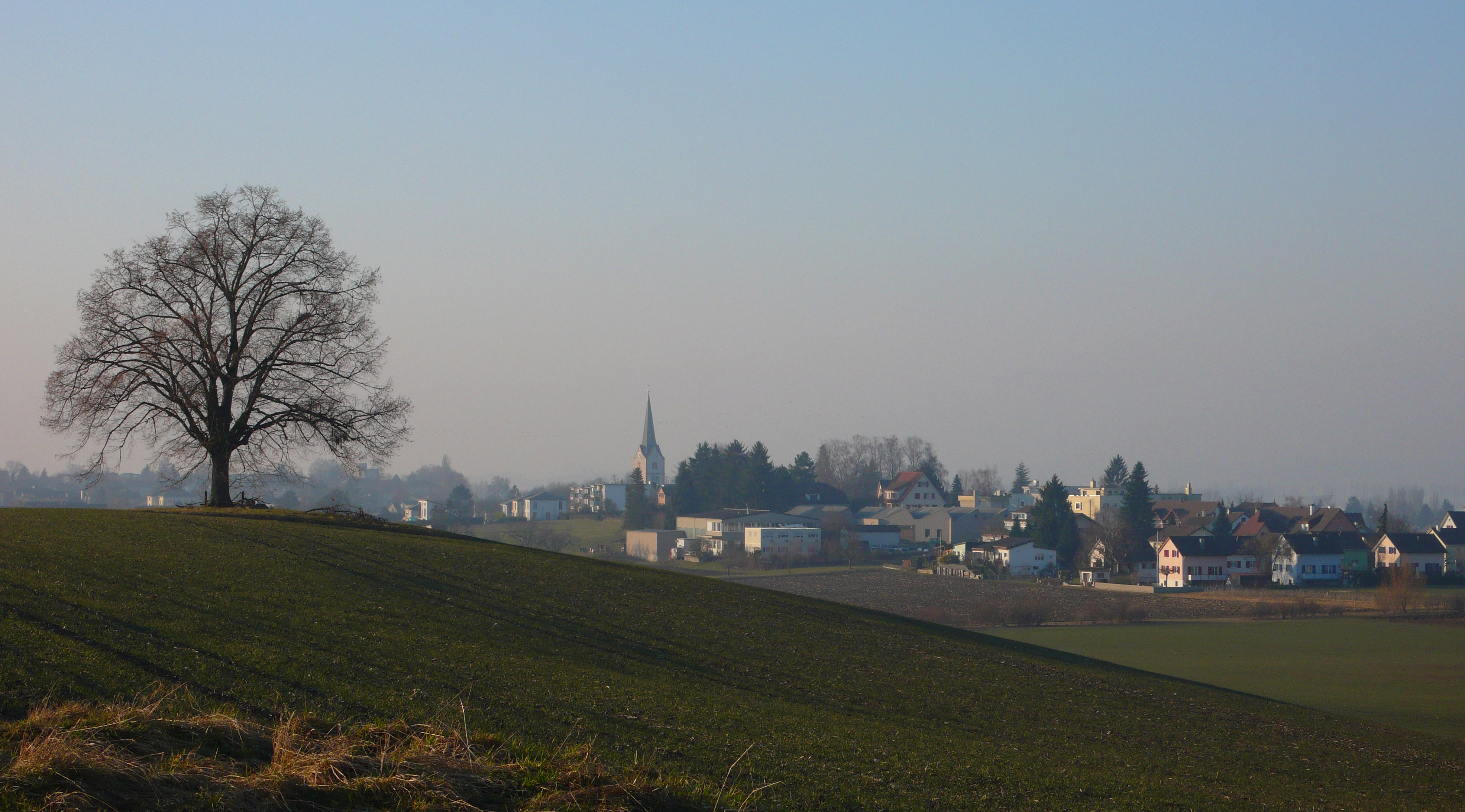

特格維倫是瑞士的城鎮，位於該國東北部，由圖爾高州負責管轄，面積11.52平方公里，海拔高度420米，2012年人口4,066，一半人口信奉基督教，人口密度每平方公里353人。